# Bandahalli, Chik Ballapur
Bandahalli là một làng thuộc tehsil Chik Ballapur, huyện Kolar, bang Karnataka, Ấn Độ.